# ナターシャ・ワトリー
ナターシャ・ワトリー（Natasha Watley、1981年11月27日 - ）は、アメリカ合衆国カリフォルニア州アーヴァイン出身の女子ソフトボール選手（内野手）。元トヨタレッドテリアーズ所属。元ソフトボールアメリカ代表。

## 経歴
カリフォルニア大学ロサンゼルス校（UCLAブルーインズ）卒業。
オリンピックでは2004年のアテネオリンピックで金メダル、2008年の北京オリンピックで銀メダルを手にしている。
2009年シーズンからは、共に代表の中心選手としてプレーしていたモニカ・アボットと共に来日し、日本リーグのトヨタ自動車に所属。一貫してトヨタ自動車でプレーを続け、2016年シーズンを最後に引退。引退後もチームに残り、2023年までテクニカルコーチを務めた。

## 詳細情報

### 日本リーグ個人表彰
- 2009年 - 首位打者賞（.471）、ベストナイン賞（遊撃手）
- 2010年 - 首位打者賞（.441）、本塁打王（8本）、ベストナイン賞（遊撃手）
- 2011年 - ベストナイン賞（遊撃手）
- 2012年 - 打点王（15打点）、ベストナイン賞（指名選手）
- 2014年 - ベストナイン賞（指名選手）
- 2016年 - 首位打者賞（.452）、ベストナイン賞（指名選手）

### 背番号
- 29（2009 - 2016）